# The Spider (film 1915 Windom)
The Spider è un cortometraggio muto del 1915 diretto da Lawrence C. Windom.

## Produzione
Il film fu prodotto dalla Essanay Film Manufacturing Company.

## Distribuzione
Distribuito dalla General Film Company, il film - un cortometraggio in due bobine - uscì nelle sale cinematografiche USA il 23 ottobre 1915.
Viene citato in Moving Picture World del 23 ottobre 1915.